# Евские
Евские — два русских дворянских рода различного происхождения.
Потомки Филиппа Андреевича Евского причислены к столбовому дворянству. При подаче документов (26 марта 1686), для внесения рода в Бархатную книгу, была предоставлена родословная роспись Евских. Этот род пресёкся в начале XVIII века.
Более поздний род Евских является побочной ветвью рода князей Одоевских. Этот род внесён во II часть дворянской родословной книги Владимирской губернии.

## Происхождение и история рода
По сказаниям древних родословцев, предок их, "муж честен" Филиппиус, выехал к великому князю Василию Васильевичу, из Швеции (Свейского государства) в Россию (1451), а по крещению имя ему дано Филипп Андреевич сын Евской, а с ним выехали два сына: Самойло и Кирилл. Истома Дмитриевич поручился по князю А.И. Воротынскому (1563) и в родословной росписи он указан Думным дворянином, а в исторических документах он упомянут дьяком (1578 и 1598), дочь его была за мужем за Иваном Борисовичем Жулебиным. Василий Фёдорович служил по Ряжску (1579-1592). Суздальский сын боярский Василий Фёдорович сидел в Москве в осаде (1618). Семён Евской был посланником Русского царства в Швеции с грамотами(1654).
В XVI веке Евские владели поместьями: Московском, Костромском, Юрьевском и Шуйском уездах.
Три представителя рода владели имениями (1699).

## Известные представители
- Евские Семён и Алексей Степановичи — жильцы, убиты в Конотопской битве (1659)
- Евский Василий Яковлевич — московский дворянин (1678)
- Евский Яков Андреевич — рейтар, участник Чигиринского похода (1678)
- Евский Тимофей Фёдорович — стряпчий (1692)
- Евский Осип Яковлевич — московский дворянин (1692)[4][6]
- Евский, Александр Иванович (1842—1913) — генерал-майор, председатель Киевского союза русских рабочих